# Ali Bongo Ondimba
Ali Bongo Ondimba (tên khai sinh Alain Bernard Bongo; 9 tháng 2 năm 1959) đôi khi được gọi là Ali Bongo, là một chính trị gia người Gabon, là Tổng thống Gabon và trong thực tế là nhà độc tài Gabon từ ngày 16 tháng 10 năm 2009 đến ngày 30 tháng 8 năm 2023.
Ali Bongo là con trai của Omar Bongo, từng là Tổng thống Gabon từ năm 1967 cho đến khi qua đời vào năm 2009. Trong nhiệm kỳ tổng thống của cha mình, ông là Bộ trưởng Bộ Ngoại giao từ năm 1989 đến năm 1991 và đại diện cho thị trấn Bongoville trong Quốc hội từ năm 1991 đến 1999; sau đó ông là Bộ trưởng Bộ Quốc phòng từ năm 1999 đến 2009. Sau cái chết của cha ông sau 41 năm cầm quyền, ông lần đầu tiên được bầu trong cuộc bầu cử tổng thống tháng 8 năm 2009. Ông được bầu lại vào tháng 8 năm 2016 trong các cuộc bầu cử bị phá hoại bởi nhiều bất thường, bắt giữ, vi phạm nhân quyền và bạo lực sau bầu cử. Bongo cũng là Chủ tịch Đảng Dân chủ Gabon (PDG).

## Tổng thống
Vào ngày 24 tháng 10 năm 2018, Bongo đã phải nhập viện ở Riyadh vì một căn bệnh không được tiết lộ. Ngày 29 tháng 11 năm 2018 Bongo đã được chuyển đến một bệnh viện quân đội ở Rabat để tiếp tục phục hồi. Vào ngày 9 tháng 12 năm 2018, Phó Tổng thống Gabon Moussavou đã báo cáo rằng Bongo bị đột quỵ ở Riyadh và sau đó đã rời bệnh viện ở Rabat và hiện đang hồi phục tại một tư gia ở Rabat. Kể từ ngày 24 tháng 10 năm 2018, Bongo đã không được nhìn thấy ở nơi công cộng và do thiếu bằng chứng cho thấy ông còn sống hoặc đã chết, nhiều người đã suy đoán liệu ông ta có thực sự sống hay không. Vào ngày 1 tháng 1 năm 2019 Gabon đã đưa ra địa chỉ công khai đầu tiên của mình thông qua một video được đăng lên phương tiện truyền thông xã hội kể từ khi ngã bệnh vào tháng 10 năm 2018. Một số người tuyên bố video đó là giả mạo.
Vào ngày 7 tháng 1 năm 2019, quân đội Gabon đã phát động một cuộc đảo chính. Nỗ lực đảo chính thất bại và chính phủ đã tái khẳng định thành công quyền kiểm soát đất nước.
Do sự vắng mặt về mặt của Bongo khỏi chính trường, Gabon đã chứng kiến sự gia tăng tác động của tham nhũng nhắm đến các doanh nghiệp nước ngoài.